# Бајалци
Бајалци (грч. Πλατανιά, Платанија) је насељено место у општини Пеонија у периферији Средишња Македонија, Грчка. Према попису из 2021. године било је 298 становника.
Према бугарском географу и историчару, Василу Канчову, у Бајалцима је 1900. године живело 325 Словена хришћана. За време Другог балканског рата грчка војска је запалила село а становништво је избегло (највећи део у Бугарску, мањи у Ђевђелију). Од 1923. до 1924. године на њихово место је насељен већи број грчких избегличких породица из Турске. На попису из 1928. године Бајалци су имали 282 становника.